# Judentum in China

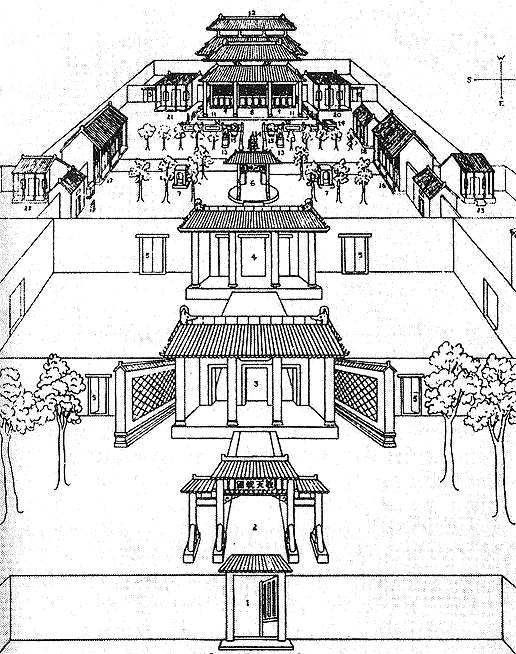
Synagoge von Kaifeng
Zeichnung von Jean Domenge, 1722

Die Juden Chinas (chinesisch 中國猶太人 / 中国犹太人, Pinyin Zhōngguó yóutàirén) sind eine Bevölkerungsminderheit von etwa 2500 Personen. Aufgrund unterschiedlicher historischer Wurzeln, ethnischer Vermischung mit Han-Chinesen und assimilatorischer Tendenzen bilden sie keine homogene Gruppe. Sie werden weder von der Volksrepublik China noch von der Republik China (Taiwan) offiziell als eigenständige „Nationalität“ anerkannt.

## Geschichte

### Kaifeng

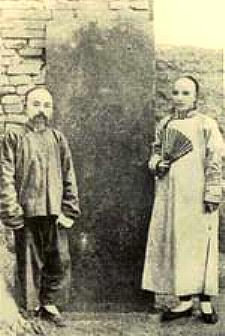
Juden in Kaifeng, ca. 1907

David Sassoon (1792–1864) auf einer zeitgenössischen Daguerreotypie

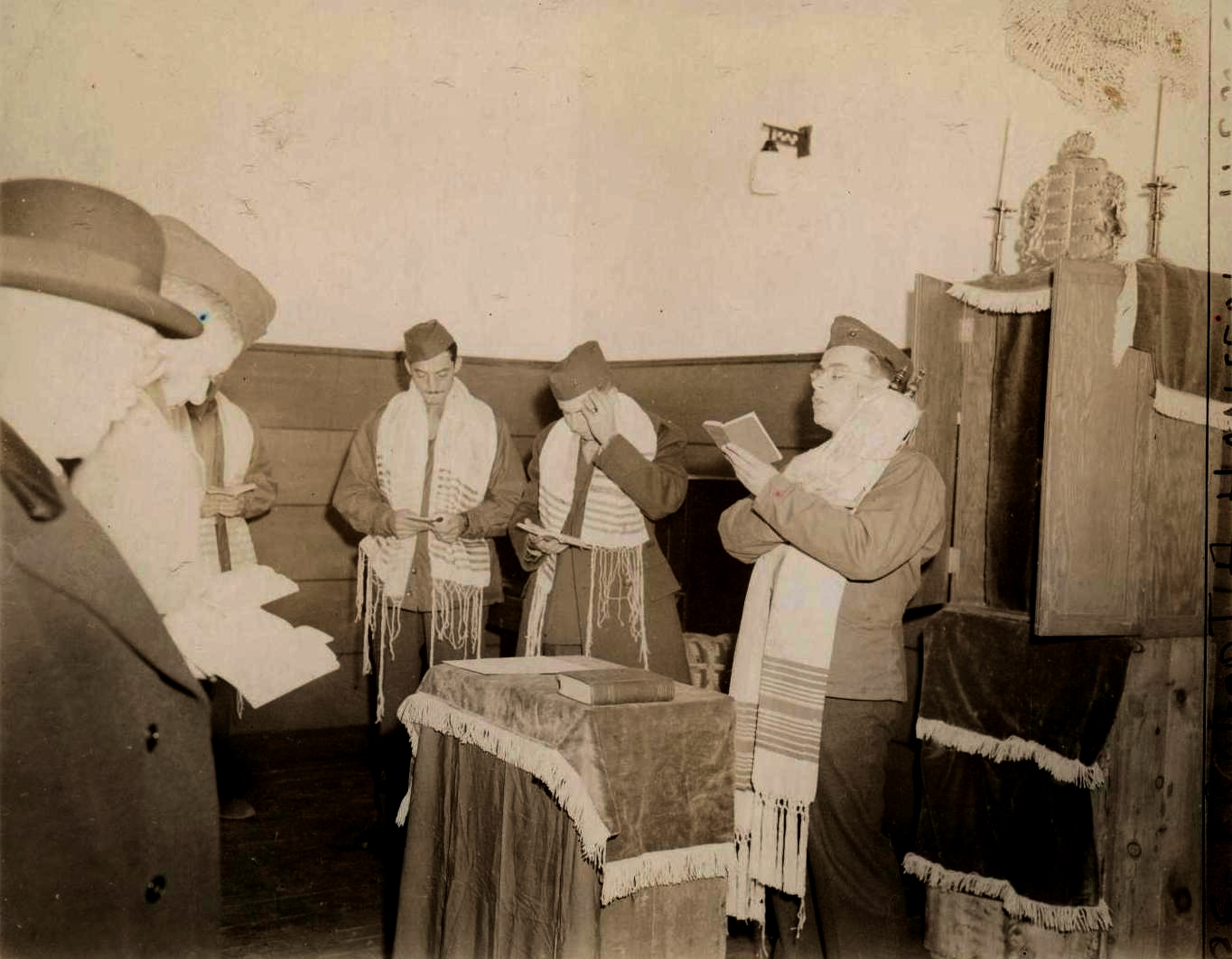
Militärrabbiner halten einen Gottesdienst in China ab (1945)

Wahrscheinlich gelangten die ersten Juden im 8./9. Jahrhundert als Händler auf der Seidenstraße nach China. Einen Beleg hierfür bildet etwa ein in der Karawanenstadt Dunhuang gefundenes Papier mit einem Selicha-Gebet. Dauerhafte jüdische Siedlungen sind erstmals für das frühe 12. Jahrhundert in der Stadt Kaifeng belegt, wo 1136 auch die erste Synagoge errichtet wurde. Weitere größere Siedlungen gab es in Yangzhou, Ningbo und Ningxia.
Ursprünglich legten die Juden Chinas großen Wert auf die Bewahrung ihres kulturellen Erbes. Gleichwohl lebten viele von ihnen nach Landessitte in Polygamie und nahmen sich neben einer jüdischen Hauptfrau chinesische Konkubinen; dies förderte die ethnische Vermischung mit der autochthonen Bevölkerung und die kulturelle Assimilation. Seit der Ming-Dynastie trat an die Stelle der Bindung an die jüdische Gemeinde – nach chinesischem Vorbild – die Bindung an die eigene „Hausstandsfamilie“. Als 1605 die jüdische Gemeinde von Kaifeng vom Jesuitenmissionar Matteo Ricci „entdeckt“ wurde, konnte er die Kaifenger Juden von Han-Chinesen kaum unterscheiden. Die mehrfach durch Brände und Überschwemmungen zerstörte Kaifenger Synagoge war noch bis 1851 in Betrieb, der letzte Rabbiner war 1810 gestorben. Ihre höchste Mitgliederzahl erreichte die Kaifenger Gemeinde Mitte des 19. Jahrhunderts mit ca. 2000 Personen.

### „Bagdad-Juden“
Nachdem Großbritannien im Vertrag von Nanking 1842 die Öffnung chinesischer Häfen für den Überseehandel erzwungen hatte, kamen mit den ausländischen Kaufleuten irakische Juden nach China und siedelten sich insbesondere in Schanghai an. Einige Familien wie die Sassoon, die Hardoon und die Kadoorie erwarben mit Opiumhandel und später mit Immobilien-, Bank-, Transport- und Baugeschäften großen Reichtum, trugen mit ihren Aktivitäten aber auch zum Wachstum und zur Entwicklung der vormaligen Provinzstadt Schanghai zu einem der führenden Finanzzentren des Fernen Ostens bei.
1901/02 baute die Familie Sassoon die Ohel-Lea-Synagoge in Hongkong. 1909 erweiterten die Kadoorie sie um einen jüdischen Club. Im selben Jahr wurden in Schanghai zwei weitere jüdische Gotteshäuser errichtet, die Shearith-Israel- und die Beth-El-Synagoge. 1920 kamen die Ohel-Rachel- und die Beit-Aharon-Synagoge hinzu. Ähnlich wie die europäischen Einwanderer schotteten sich die „Bagdad-Juden“ von der chinesischen Bevölkerung ab und assimilierten sich nicht. Zionistische Strömungen gewannen in der mit etwa 1000 Mitgliedern relativ kleinen Schanghaier Gemeinde wohl nicht zuletzt wegen ihres Wohlstands und ihrer herausgehobenen gesellschaftlichen Stellung kaum an Boden.
Eindrucksvoll beschrieb diese Epoche Egon Erwin Kisch in seiner Reportage Kapitalistische Romanze von den Bagdad-Juden in der Sammlung China geheim! von 1932.

### Russische Gemeinde
Anfang des 20. Jahrhunderts wanderten aschkenasische Juden aus Russland bzw. der Sowjetunion nach China aus. Teilweise flohen sie vor der Oktoberrevolution, teilweise verließen sie ihr Land aus wirtschaftlicher Not. Bis 1940 wuchs diese Gruppe auf etwa 8000 Personen. Nachdem die als Ohel Mosche bekannte russische Gemeinde zunächst Gastrecht in der Shearith-Israel-Synagoge in Schanghai genossen hatte, baute sie 1941 in der französischen Konzession ein eigenes Gotteshaus, in dessen Umfeld sich ein reges russisch-jüdisches Kulturleben entwickelte; unter anderem wurde eine zionistische Wochenzeitung mit dem Titel Nascha Shisn (Наша жизнь - „Unser Leben“) herausgegeben. Ähnlich wie die „Bagdader Juden“ beschränkten die russischen Juden ihren Kontakt zur chinesischen Bevölkerung auf das Notwendigste. Aus der russischen Gemeinde in Harbin stammte der Arzt und zionistische Aktivist Abraham Kaufman, der im Zweiten Weltkrieg für eine Kollaboration mit den Japanern eintrat, die ihrerseits Juden für ihren Fugu-Plan zu gewinnen versuchten.

### Flüchtlinge vor nationalsozialistischer Verfolgung
Eine vierte jüdische Zuwanderungswelle nach China folgte nach 1933, insbesondere nach den Novemberpogromen 1938, als zahlreiche europäische Juden aus dem nationalsozialistischen Machtbereich flohen. Anders als die in früheren Jahren nach China eingewanderten Juden hatten sie meist nicht die Absicht, sich in China dauerhaft niederzulassen. Sie betrachteten das Land als Durchgangsstation auf der Reise in die USA oder nach Palästina. Unterstützt wurden sie unter anderem von der von Wien aus operierenden Aktion Gildemeester, eine vom Niederländer Frank van Gheel-Gildemeester gegründet Organisation. Sie wurde durch den chinesischen Diplomaten Ho Feng Shan unterstützt, der massenhaft Visa für jüdische Flüchtlinge für Shanghai ausstellte.
Während eine Minderheit der Flüchtlinge sich in Schanghai als Kleinhändler, Café-Betreiber, Lehrer oder Journalisten betätigen konnte, blieb den meisten eine ökonomische Integration verwehrt. Sie waren daher auf die Unterstützungsleistungen der Bagdader und der russischen Gemeinde sowie von Hilfsorganisationen wie etwa dem Joint Distribution Committee  angewiesen. Sie lebten überwiegend in überfüllten Asylen mit unzureichender Kost und unter erbärmlichen hygienischen Bedingungen. Im Jahr 1941, als Schanghai unter japanischer Besatzung stand, schätzte man die Gesamtzahl der jüdischen Flüchtlinge auf 5000. Nach Ausbruch des Pazifikkriegs und der Besetzung Schanghais durch die Japaner verschlechterte sich die wirtschaftliche Situation der Flüchtlinge im Schanghaier Ghetto, deren Zahl inzwischen auf 20.000 gestiegen war. Die erhoffte Weiterreise war nahezu unmöglich geworden und verzögerte sich bis zum Kriegsende 1945.

## Bevölkerung
In der ersten Hälfte des 20. Jahrhunderts existierten kleine jüdische Gemeinden in Hailar und Manjur (Autonomes Gebiet Innere Mongolei), in Harbin (Provinz Heilongjiang), in Dalian und Shenyang (Provinz Liaoning), in Peking, Tianjin und in Qingdao (Provinz Shandong).
Mitte der 1980er Jahre wurden 638 (im Jahr 2000 750) Nachfahren der Juden von Kaifeng gezählt. Hinzu kommen 1200 bis 1300 Juden anderer Herkunft. Von den 638 Juden der 1980er Jahre lebten 348 in Kaifeng; weitere 290 Personen verteilten sich über 50 Städte und Kreise in ganz China. Einzelne jüdische Bürger Chinas anderer Herkunft leben in Schanghai, Peking, möglicherweise auch in Harbin und dem uigurischen autonomen Gebiet Xinjiang. In Hongkong leben etwa 1000 Juden, die meisten als permanent residents. Sie kommen aus über 20 Ländern. Wie viele davon nach 1997 die chinesische Staatsbürgerschaft erworben haben, ist nicht bekannt. Wie die kleine jüdische Gemeinde Taipehs, die aus 40 bis 50 Familien besteht, gehört die Hongkonger Gemeinde zur Asia-Pacific Jewish Association (Sitz in Australien). Bei den Juden in Taipeh handelt es sich vorwiegend um staatenlose und eingebürgerte Personen aus den USA, Israel und Europa.

## Sprache
Die Nachfahren der Juden von Kaifeng sprechen Chinesisch. Auch unter den jüdischen Bürgern Chinas anderer Herkunft dürfte Chinesisch heute die Hauptverkehrssprache sein; daneben werden die Sprachen der Herkunftsländer gesprochen.

## Religion
Bei einer Befragung von 64 Nachfahren der Kaifeng-Juden zu Beginn der Zeit der chinesischen Republik (1912) gaben sechs Personen als Religion das Judentum an, 32 bezeichneten sich als Muslime, 15 als protestantische und zwei als katholische Christen und acht als Buddhisten. Die sechs Personen, die sich zum Judentum bekannten, lebten alle in Schanghai und hatten sich den Gemeinden der sephardischen (seit 1845) und russischen (seit 1887) Juden angeschlossen. Offenbar gibt es unter den Nachfahren der Kaifeng-Juden Bestrebungen einer religiösen „Wiedergeburt“. Stockwell (siehe Literaturverzeichnis) berichtet von einer Nachfahrin der Kaifeng-Juden, die während eines Studienaufenthaltes in den USA zum jüdischen Glauben zurückgefunden habe. Als Gotteshäuser geöffnete Synagogen gibt es derzeit nur in Schanghai (mit einem amerikanischen Rabbi), Hongkong und Taipeh.

## Persönlichkeiten
- Klara Blum (1904 Czernowitz–1971 Guangzhou), Autorin
- Eric Halpern (1907 Wien–nach 1958 Hongkong), Journalist, Exilant in Schanghai
- Michael Kadoorie (geboren 1941 in Hongkong), Unternehmer in Hongkong
- Jakob Rosenfeld (11. Januar 1903 Lemberg–22. April 1952 Tel Aviv), Arzt, Exilant in Schanghai
- Elias David Sassoon (27. März 1820 Bagdad–21. März 1880 Colombo), Geschäftsmann in Hongkong und Schanghai
- Sidney Shapiro (23. Dezember 1915 Brooklyn, New York City–18. Oktober 2014 Peking), Übersetzer und Autor von Jews in old China
- Ruth Weiss (11. Dezember 1908 Wien–6. März 2006 Peking), Lehrerin, Journalistin und Lektorin

## Notizen
1. ↑  Linientreue DDR-Sicht, materialreich, zahlr. Abb.